# Druento
Druento est une commune italienne de la ville métropolitaine de Turin dans la région Piémont en Italie.

## Administration
| Période                                  | Période  | Identité     | Étiquette | Qualité       |
| ---------------------------------------- | -------- | ------------ | --------- | ------------- |
| 14 juin 2004                             | En cours | Carlo Vietti |           | centre gauche |
| Les données manquantes sont à compléter. |          |              |           |               |

### Communes limitrophes
Fiano, Robassomero, La Cassa, Venaria Reale, San Gillio, Pianezza, Collegno